# XXXO
«XXXO» es una canción interpretada por la cantautora británica M.I.A., incluida en su tercer álbum de estudio, Maya (2010). Fue compuesta por M.I.A., Charles Smith, Cherry Byron-Withers y Christopher Mercer, mientras que su producción musical quedó a cargo de Smith (bajo su apodo de Blaqstarr) y Rusko. Es una canción de género electro dance, que habla de «la imposibilidad del romance en un mundo sin corazón tecnológico». Se lanzó en el Reino Unido como el primer sencillo del álbum el 12 de julio de 2010 a través de la tienda digital iTunes.
«XXXO» recibió reseñas positivas por parte de los especialistas, quienes la catalogaron «agradable» y «futurista». NME la incluyó en el segundo puesto de su lista de los mejores setenta y cinco temas del 2010, y en el setenta de las 150 mejores de los últimos quince años. Asimismo, obtuvo una recepción moderada, ya que solo alcanzó los primeros diez lugares en las listas del Reino Unido y Dinamarca.
Un vídeo del tema, dirigido por la intérprete, fue publicado el 11 de agosto de 2010 a través de su cuenta de VEVO en YouTube. Recibió comentarios positivos por parte de los críticos y recibió una nominación a mejor vídeo en la edición 2011 de los UK Asia Music Awards. Como parte de su promoción, M.I.A. cantó «XXXO» durante una presentación en la sala de conciertos Sound Academy en Toronto, Canadá, y usó un burka ilustrado con la portada del sencillo, durante la alfombra roja de los Scream Awards 2010, elaborado por sí misma.

## Descripción
M.I.A., Charles Smith, Cherry Byron-Withers y Christopher Mercer compusieron «XXXO», mientras que Smith (bajo su apodo de Blaqstarr) y Rusko la produjeron. Al hablar con la revista Dazed & Confused, la cantante dijo que trató de mostrar su «lado pop cursi» en la pista. Posteriormente, comentó en la BBC Radio 1 que «es un poco [acerca de] estar desconectado en L.A. y no tener servicio de teléfono celular o simplemente no ser capaz de salir de allí por dieciocho meses». Cabe añadirse que el cantante Jay-Z colaboró en una remezcla del tema. En una entrevista con MTV News, M.I.A. habló acerca de dicha colaboración, donde dijo: 

«En realidad me sorprendió mucho que [a Jay-Z] le gustara "XXXO". Y me sorprendió realmente que le gustara la versión del álbum, y no la versión de Blaqstarr, que suena más a algo urbano. Fue interesante que le gustara los sintetizadores locos y esas cosas. Es más una especie de [un] ambiente electro y sus versos son tan grandes. Era bueno escucharlo decir la palabra metrosexual».

Según un tuit de la cantante, «XXXO» es un juego de palabras para expresar «excess sex oh» (en español: «exceso de sexo, oh»).
«XXXO» es una canción de género electro dance y posee influencias al punk. Líricamente, habla de «la imposibilidad del romance en un mundo sin corazón tecnológico». En su letra también contiene referencias a Twitter, a iPhone y al personaje de la serie Looney Tunes, Piolín, durante la línea «Cause you're tweeting me like Tweety Bird on your iPhone»—en español: «Porque me estás tuiteando como Piolín en tu iPhone»—. También se hace referencia al director Quentin Tarantino en la línea «I can be the actress, you be Tarantino»—en español: «Puedo ser la actriz, tu Tarantino». Además, cabe añadirse que el estribillo de la pista consiste únicamente en la repetición de «XXXO» ocho veces.

## Recepción

### Crítica

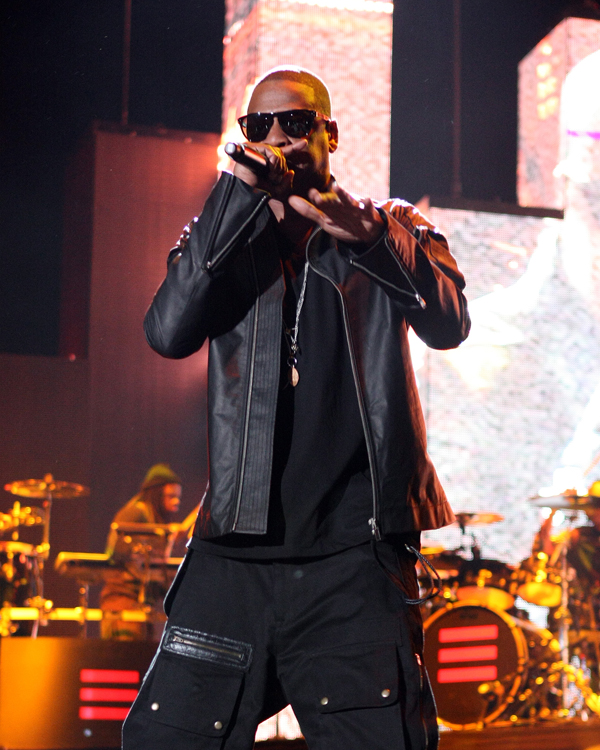
Una versión alternativa de la pista, contiene la colaboración del cantante Jay-Z (en la imagen).

«XXXO» recibió reseñas positivas por parte de los críticos musicales. Brad Wete de Entertainment Weekly comentó que la canción era «agradable». Jon Dolan de la revista Rolling Stone, le otorgó tres estrellas y medias de cinco, y argumentó que «es vigorosa y [tiene] una atmósfera futurista, con latidos techno». Charles Aarón de Spin afirmó que es la canción más «honesta» que M.I.A. ha hecho y la comparó con «Space», otra pista de Maya. El portal Hipersónica escribió que «Con "XXXO" [...] se busca el baile, pero no a cualquier precio». Bradley Sternfiled del sitio MuuMuse también le dio una opinión favorable, ya que le otorgó cuatro de cinco «bolas de espejos» y la comparó con «Blah Blah Blah» (2010) de Kesha. Además añadió que: «"XXXO" es un corte delicioso y conciso del moderno electro pop. Con una duración de poco menos de tres minutos, y de conformidad con el sonido de su segundo álbum ("Jimmy") y sus inicios bailables (Arular) [...] Es una pena que la canción no dure más tiempo».
Arnold Pan de PopMatters declaró que la pista contiene «un pop pegadizo, un dance relativamente sencillo, desprendiéndose de los excesos de tecnicolor y la hibridez del mundo de la música que hemos llegado a esperar de ella». En su revisión del disco, Raúl Guillén del portal español Jenesaispop comentó que «XXXO» es «magnífica» y que es el «número de pop más claro y certero» que la cantautora haya publicado. Al comentar sobre su letra, la revista Rap-Up dijo es «una furiosa carta de amor». Contrariamente, Beats Per Minute le dio una reseña negativa, en donde afirmó que «no es ni convincente ni demasiado blanda». NME incluyó a «XXXO» en el segundo puesto de su lista de los mejores setenta y cinco temas del 2010, y en el setenta de las 150 mejores de los últimos quince años (de 1996 a 2011). Jenesaispop calificó a la canción como la decimoquinta mejor del 2010, al argumentar que:

«Dos minutos consideró M.I.A. que eran suficientes para resumir las relaciones humanas a través de internet, quizá porque eso es lo que duran. Perdida en un disco complejo y mal entendido, "XXXO" es claramente la canción más pop que Maya ha hecho, con una temática más actual imposible».

### Comercial
«XXXO» obtuvo una recepción moderada en Europa, Asia y Oceanía. En el Reino Unido debutó en el puesto veintiséis del UK Singles Chart, la segunda posición más alta que la cantante haya alcanzado en dicha lista, solo por detrás de «Paper Planes» (2008) que alcanzó la diecinueve. También se posicionó en las listas UK R&B Chart y UK Indie Chart de dicho país, en las posiciones doce y dos, respectivamente. El tema también llegó al puesto sesenta en el Japan Hot 100 y el veintinueve en Adult Contemporary Airplay, de Japón. En Australia, logró alcanzar la posición setenta y cuatro en el Australian Top 100 Singles Charts, mientras que en el conteo radial de Airplay Top 20 de Dinamarca el puesto número tres. Además, alcanzó las posiciones siete, veinticinco y treinta y nueve en las listas musicales de Bélgica (en su región Flamenca), Escocia y España, respectivamente.

## Promoción

### Vídeo musical

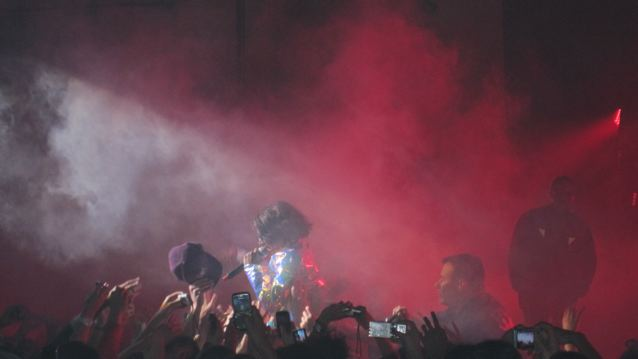
M.I.A. interpretando «XXXO» en su gira Maya Tour, durante 2010.

La cantante dirigió el vídeo musical de «XXXO», aunque originalmente Hype Williams iba a encargarse de realizar dicha tarea. Sin embargo, la intérprete usó algunas escenas que ya había grabado con Williams para la edición final del videoclip. Al respecto comentó: «Tuve que volver a filmar el vídeo de un tirón, así que voy a editar algunas de las imágenes de Hype Williams y algunas imágenes flip, y ustedes podrán ver el vídeo muy pronto. Ha sido una especie de animación, mierda y todo eso». Un vídeo de detrás de escenas fue publicado en YouTube, a través de un enlace que M.I.A. publicó en su cuenta de Twitter, donde dijo: «La realización de exceso de sexo oh, XXXO, que nunca llegó a B, pero aún así era divertido y hermoso», refiriéndose a las escenas eliminadas que aparecen en él. Finalmente, el vídeo fue estrenado el 11 de agosto de 2010, a través de la cuenta de VEVO de la cantante en YouTube.
En él, la intérprete aparece cantando dentro de pantallas de YouTube, salas de chat, gráficos animados, cuadros con rosas y se fusiona con un leopardo. Además cisnes y unicornios también aparecen durante el transcurso del vídeo. Obtuvo comentarios positivos por parte de los críticos. La revista Rap-Up declaró que M.I.A. muestra su «lado suave» en el videoclip y agregó que en él parece «una princesa iraní con gotas de oro». Gabriella Landman de Billboard dijo que el vídeo «se ve como si fuera parte de un conjunto de Bollywood con una iconografía tradicional que es un homenaje a pagar de su patrimonio con Sri Lanka». Además, recibió una nominación a mejor vídeo en la edición 2011 de los UK Asia Music Awards, pero perdió ante «2012 (It Ain't the End)» de Jay Sean con Nicki Minaj.

### Presentación en directo y uso en los medios
Como parte de su promoción, Interscope Records publicó a través de iTunes, el 15 y 29 de junio de 2010, dos EP con remezclas de «XXXO» titulados XXXO (The Remixes) y XXXO (The Remixes, vol. 2), respectivamente. El 23 de septiembre, M.I.A. cantó «XXXO» junto con «Bucky Done Gun», «Galang», «Teqkilla», «Paper Planes» y «Boyz» durante una presentación en la sala de conciertos Sound Academy en Toronto, Canadá. Durante la alfombra roja de los Scream Awards 2010, M.I.A. vistió un «XXXO burka», revelando un sombra de ojos verde metálico que por el velo, el cual fue elaborado por sí misma. Belinda Luscombe de Time colocó a la prenda en el puesto número dos de su lista de las diez mejores declaraciones de la moda en 2010, donde comentó que «para muchos, es un símbolo de la opresión, lo que representa el silenciamiento sistemático de las voces femeninas. De cualquier manera, por lo menos sabemos que es versátil».

## Posicionamientos en las listas

### Semanales
| País              | Lista                             | Mejor posición |      |
| 2010              | 2010                              | 2010           | 2010 |
| ----------------- | --------------------------------- | -------------- | ---- |
| Australia         | Australian Top 100 Singles Charts | 74             |      |
| Bélgica (Flandes) | Ultratop 50                       | 7              |      |
| Dinamarca         | Airplay Top 20                    | 3              |      |
| Japón             | Adult Contemporary Airplay        | 29             |      |
| Japón             | Japan Hot 100                     | 60             |      |
| Escocia           | Top 40 Scottish Singles           | 25             |      |
| España            | Spanish Charts                    | 39             |      |
| Reino Unido       | UK Singles Chart                  | 26             |      |
| Reino Unido       | UK Indie Chart                    | 2              |      |
| Reino Unido       | UK R&B Chart                      | 12             |      |

## Créditos y personal
- M.I.A.: Compositora
- Charles «Blaqstarr» Smith: Compositor y productor
- Cherry Byron-Withers: Compositor
- Christopher Mercer: Compositor
- Rusko: Productor
- Ben H. Allen: Mezclador
- Robert Gardner: Asistente de mezclador

Fuente: Discogs y créditos ilustrados en el folleto de Maya (2010), distribuido por XL, N.E.E.T. Recordings y Interscope Records.